# 루이지애나 준주
루이지애나 준주(Louisiana Territory)는 1805년 7월 4일부터 1812년 12월 11일까지 존재했던 미국의 역사적인 편입 영토로, 이후에 루이지애나가 되었던 올리언스 준주로 구분되지 않은 루이지애나 매입으로 얻은 땅의 일부이다.

## 개요
루이지애나 준주는 루이지애나 인수로 얻은 땅이었던 북위 33도 (현재 아칸소의 남쪽 경계) 이북 전역에서 준주의 주도는 세인트루이스였다. 준주의 정의에서 떨어져 ‘루이지애나 테리토리’라는 말 자체는 프랑스령과 스페인 식민지 시대의 또는 루이지애나 매입 후 모든 땅을 가리키는 ‘루이지애나의 영토’라는 뜻으로 사용되기도 한다.
루이지애나 준주에는 세인트루이스 지구, 세인트 찰스 지구, 세인트 제네비브 지구, 케이프지라도 지구, 뉴마드리드 지구의 5개 지구가 있었다. 1806년 준주 입법부는 인디언의 땋아 있는 네이션보다 할양된 땅에 아칸소 지구를 세웠다.
1812년 10월 1일, 클라크 주지사는 5개의 행정 구역을 카운티에 편입하고 나중에 미주리 준주의 최초 5군으로 구성하였다. 1818년 원래의 세인트루이스 카운티에서 프랭클린 카운티와 제퍼슨 카운티가 분리되고, 세인트루이스 카운티는 현재 세인트루이스 카운티와 세인트 루이스가 되었다.
새로 만들어진 루이지애나와 혼동을 피하기 위해, 루이지애나 준주가 1812년에 미주리 준주로 이름을 바꾸었다.

## 지도자
루이지애나 매입 직후 1804년에서 1806년까지 루이스 클라크 탐사대를 이끌었던 메리웨더 루이스(1807년 –1809년)와 윌리엄 클라크(1813년 –1820년) 두 사람 모두 루이지애나 준주의 주지사를 역임했다.

## 같이 보기
- 루이스 클라크 탐험